# Chaîne de télévision
Une chaîne de télévision est un organisme (public ou privé) qui diffuse des programmes télévisés.
Au début des années 1950, l'expression « chaîne » fait référence à l'ensemble du réseau constitué d'émetteurs permettant de retransmettre simultanément le même programme. 
Une chaîne de télévision a pour activités essentielles la production et la diffusion de programmes ou émissions. 

## Rôle et déclinaisons
On distingue généralement trois grands métiers liés à cette activité, pouvant être assurés par la même entreprise ou confiés à des partenaires :
- l'éditeur de services qui produit, réalise ou conçoit une programmation des contenus à diffuser ;
- le diffuseur qui met à disposition du public, les signaux retransmis notamment par voie hertzienne, par satellite, par câble ou par le biais d'un réseau de télédistribution ;
- l'opérateur de réseau, qui assure les opérations techniques liées à la retransmission et à la diffusion des programmes auprès du public.

Une chaîne de télévision peut jouer ces trois rôles simultanément, dès lors qu'elle produit des émissions ou des fictions, qu'elle les diffuse et qu'elle assure elle-même la gestion technique de son réseau.
On distingue plusieurs types de chaînes de télévision publiques ou privées :
- Chaîne de télévision généraliste, internationale, nationale ou régionale
- Chaîne de télévision locale émettant ses programmes sur un territoire restreint, souvent avec une programmation consacrée à la zone couverte
- Chaîne de télévision à péage dont l'accès est majoritairement assujetti à une commercialisation par abonnement ou à la séance
- Chaîne de télévision thématique, consacrée à un domaine ou sujet en particulier dont notamment :
  - Chaîne de télévision d'information en continu et le plus souvent en direct
  - Chaîne de télévision sportive, consacrée aux sports, retransmission d’évènements sportifs, reportages et actualités sur le sport
  - Chaîne d'information internationale

## Évolutions techniques
L'histoire des techniques de télévision fait l'objet d'un article séparé.
Le développement des chaînes de télévision est directement lié à la mise en place de réseaux de diffusion terrestre s'appuyant sur des émetteurs pour couvrir des zones spécifiques.
L'arrivée des nouveaux modes de diffusion comme le câble, le satellite, l'ADSL et la TNT a donné naissance à de nouvelles chaînes et à l'utilisation de nouvelles techniques. Jusqu'à la fin des années 1980, les transmissions télévisées étaient analogiques (diffusion hertzienne de signaux électriques continus et modulés). Depuis quelques années, le recours à des technologies numériques a amélioré la qualité des images enregistrées, transmises et réceptionnées.
Les précisions concernant les techniques de télévision font l'objet d'un article séparé.

## Statut
En Europe, les chaînes de télévision sont gérées par des sociétés privées, par des associations, ou dépendent du service public.
En France, les chaînes de télévision sont soumises à un régime d'autorisation arbitré par l'Autorité de régulation de la communication audiovisuelle et numérique.